# Хан Караула
Хан Караула је насељено мјесто у Босни и Херцеговини, у општини Илијаш, које административно припада Федерацији Босне и Херцеговине. Према попису становништва из 1991. у насељу је живјело 36 становника.

## Становништво
| Националност       | 1991. | 1981. | 1971. |
| Срби               | 34    | 47    | 218   |
| Југословени        | 1     | 19    |       |
| Муслимани          | 1     |       |       |
| остали и непознато |       |       |       |
| Укупно             | 36    | 66    | 218   |

| Демографија (Караула С) (Хан Караула) (Хан Караула) (Хан Караула) | Демографија (Караула С) (Хан Караула) (Хан Караула) (Хан Караула) | Демографија (Караула С) (Хан Караула) (Хан Караула) (Хан Караула) |
| Година                                                            | Становника                                                        | Становника                                                        |
| ----------------------------------------------------------------- | ----------------------------------------------------------------- | ----------------------------------------------------------------- |
| 1961.                                                             | 148                                                               |                                                                   |
| 1971.                                                             | 218                                                               |                                                                   |
| 1981.                                                             | 66                                                                |                                                                   |
| 1991.                                                             | 36                                                                |                                                                   |

| Националност       | 1961. |
| Срби               | 148   |
| остали и непознато |       |
| Укупно             | 148   |